# Cobaloscelio
Cobaloscelio är ett släkte av steklar. Cobaloscelio ingår i familjen Scelionidae.
Kladogram enligt Catalogue of Life:
| Cobaloscelio | \| \| Cobaloscelio cuspidatus \| \| \| \| \| \| Cobaloscelio speculifer \| \| \| \| |
|              | \| \| Cobaloscelio cuspidatus \| \| \| \| \| \| Cobaloscelio speculifer \| \| \| \| |
|              | Cobaloscelio cuspidatus                                                             |
|              |                                                                                     |
|              | Cobaloscelio speculifer                                                             |
|              |                                                                                     |